# Daniel Baldwin

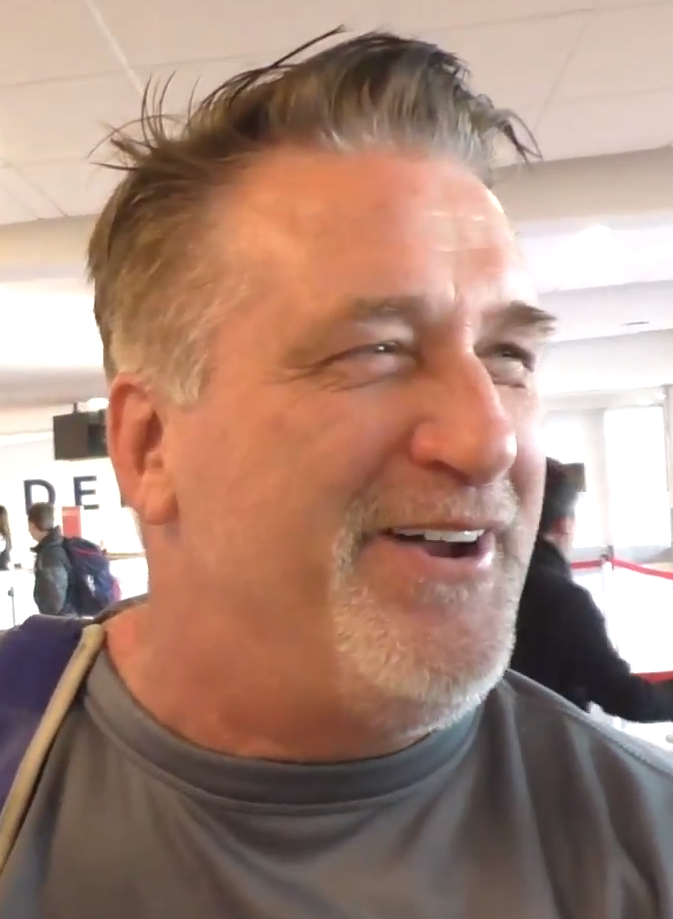
Daniel Baldwin (2016)

Daniel Baldwin (* 5. Oktober 1960 in Massapequa im Nassau County, New York) ist ein US-amerikanischer Schauspieler. Er ist ein Bruder von Alec, William und Stephen Baldwin, die ebenfalls als Schauspieler tätig sind. Insgesamt hat er fünf Geschwister.
Baldwin ist seit 1988 als Schauspieler aktiv. Von 1993 bis 1995 spielte er einen Polizisten in der Fernsehserie Homicide. Dem amerikanischen Publikum ist er ebenfalls aus der Reality-Show Celebrity Fit Club bekannt. Im Jahr 2004 spielte er neben Faye Dunaway in der Science-Fiction-Fernsehserie Anonymous Rex. 2008 war Baldwin in der MTV-Doku-Soap Celebrity Rehab with Dr. Drew zu sehen, in der die Entziehungskur von Prominenten in einer Klinik dokumentiert wurde.
2001 gab er sein Regiedebüt und inszenierte den Film Die Falle – The Price of Silence (The Fall). 2002 und 2014 folgte je ein weiterer Film. Im August/September 2015 nahm er in England an der 16. Staffel von Celebrity Big Brother teil.
Baldwin ist mit der Schauspielerin Isabella Hofmann verheiratet und hat einen Sohn.

## Filmografie (Auswahl)
- 1991: Valkenvania – Die wunderbare Welt des Wahnsinns (Nothing But Trouble)
- 1991: Harley Davidson & The Marlboro Man (Harley Davidson and the Marlboro Man)
- 1992: Knight Moves – Ein mörderisches Spiel (Knight Moves)
- 1992: Ein ganz normaler Held (Accidental Hero)
- 1993: Angriff der 20-Meter-Frau (Attack of the 50 Ft. Woman)
- 1995: Eiskalte Wut (Family of Cops)
- 1996: 2025 – Gejagt durch die Zeit (Yesterday's Target)
- 1996: Trees Lounge – Die Bar, in der sich alles dreht (Trees Lounge)
- 1996: Nach eigenen Regeln (Mulholland Falls)
- 1997: The Invader – Killer aus einer anderen Welt (The Invader)
- 1998: Love Kills
- 1998: John Carpenters Vampire (John Carpenter’s Vampires)
- 1998: Phoenix – Blutige Stadt (Phoenix)
- 1998: Fallout – Gefahr aus dem All (Fallout)
- 1999: Desert Thunder
- 1999: Silicon Towers
- 1999: Active Stealth
- 1999: Lost Memory (Water Damage)
- 2000: Die Macht des Geldes (Net Worth)
- 2000: Killing Moon
- 2000: Ancient warriors
- 2001: Gegen jeden Verdacht (In Pursuit)
- 2002: Explosiv – Der Tod wartet nicht (Dynamite)
- 2002: Killing Candy (Stealing Candy)
- 2002: Bare Witness
- 2003: King of the Ants
- 2004: The Real Deal
- 2004: Paparazzi
- 2005: Our Fathers
- 2006: Die Sopranos (Gastauftritt)
- 2009: Shadowheart - Der Kopfgeldjäger
- 2009–2010: Cold Case – Kein Opfer ist je vergessen (Cold Case, Fernsehserie)
- 2011: Codename: Fox - Die letzte Schlacht im Pazifik (Taiheiyou no kiseki: Fokkusu to yobareta otoko)
- 2011: Stripper Zombieland
- 2011: Der Weihnachtsabend (Christmas with a Capital C)
- 2012: Grimm (Staffel 1, Episode 14: The Plumed Serpent)
- 2013, 2015: Hawaii Five-0 (Fernsehserie, 2 Folgen)
- 2015: Hope Lost
- 2015: Bound – Gefangen im Netz der Begierde (Bound)
- 2017: The Neighborhood